# 神戸ハーバーランド

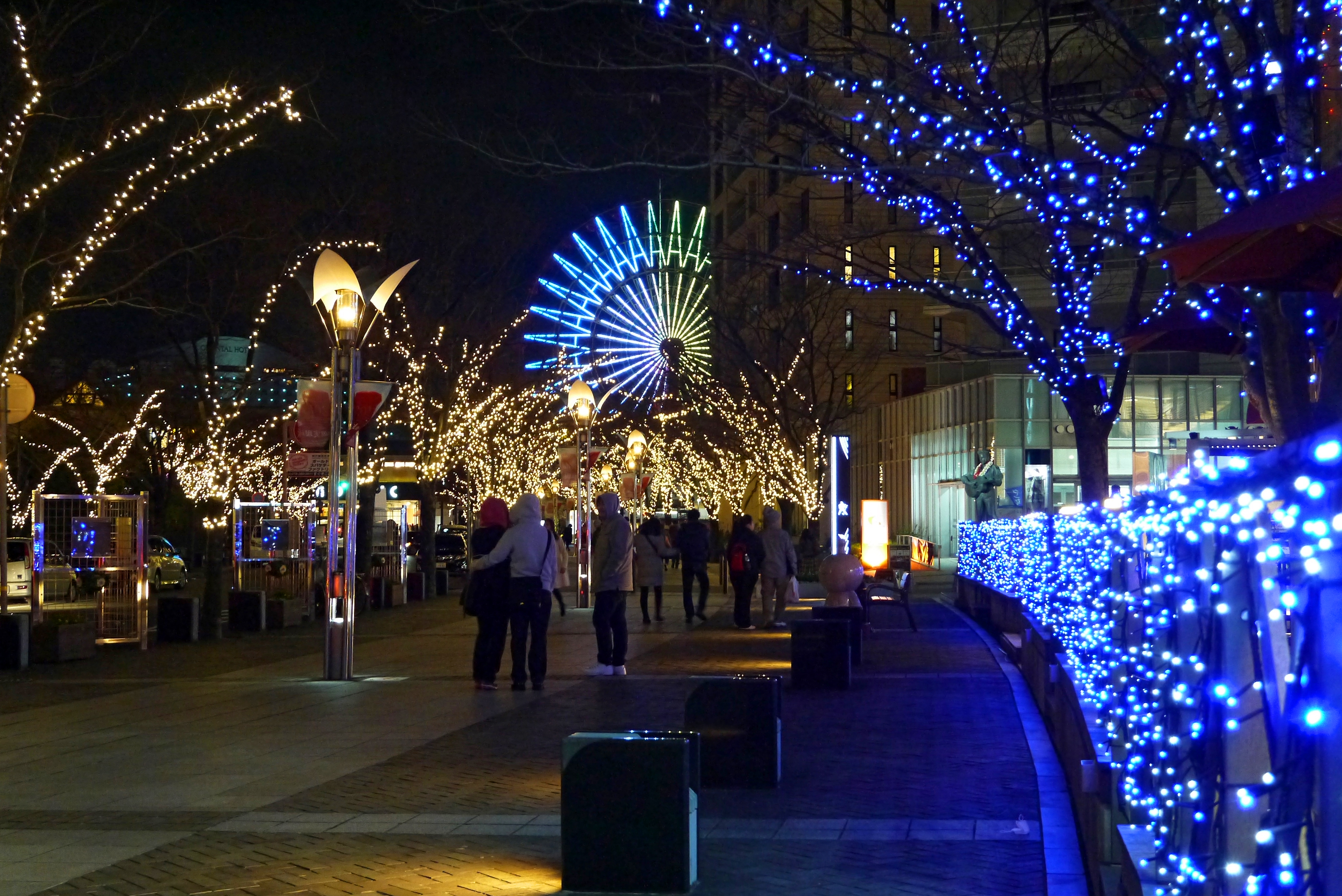
ガス灯通り

神戸ハーバーランド（こうべハーバーランド）は、兵庫県神戸市中央区にある再開発地区。地元を中心に、単にハーバーランド (Harborland)と表記・呼称される事もある。

## 概要
1982年（昭和57年）11月に貨物駅としての営業を終了した旧国鉄の湊川貨物駅や、川崎製鉄（現在のJFEホールディングス）・川崎重工業といった沿岸一帯の工場の跡地約23ha（ヘクタール）を1985年（昭和60年）、再開発に着手し、1992年（平成4年）9月に街開きした市街地である。
東端は大阪湾に面し、従来工場や倉庫など港湾施設で占拠されていて一般市民が近づけなかった臨海部を市民に開放する狙いを持ったウォーターフロントが開発された。
当時、政府が奨励していた民間活力導入の方針に沿って神戸市が購入した土地で民間企業が事業を展開する方式で開発が進められ、総事業費は神戸市と民間企業合せて3000億円以上に上った。
1981年（昭和56年）に竣工されたポートアイランドと並ぶ臨海部の都心的な開発事例である。
国内では当時としては先進的な方式であった事もあり、1993年（平成5年）度に日本都市計画学会から『石川賞』を受賞すると共に国土交通省の『都市景観100選』にも選定された。
対岸の中突堤と共に神戸の玄関口の一つとして、神戸港・高浜旅客ターミナルが設けられている。また、ターミナルの南側には造船業大手の川崎造船と三菱重工業の各造船所がある。
鉄道の便は、地下街のデュオこうべが当地を起点に北（山側）に向かって延び、神戸駅（JR神戸線）・ハーバーランド駅（海岸線）・高速神戸駅（阪急線・阪神線・山陽線）など複数路線の駅が利用できる。

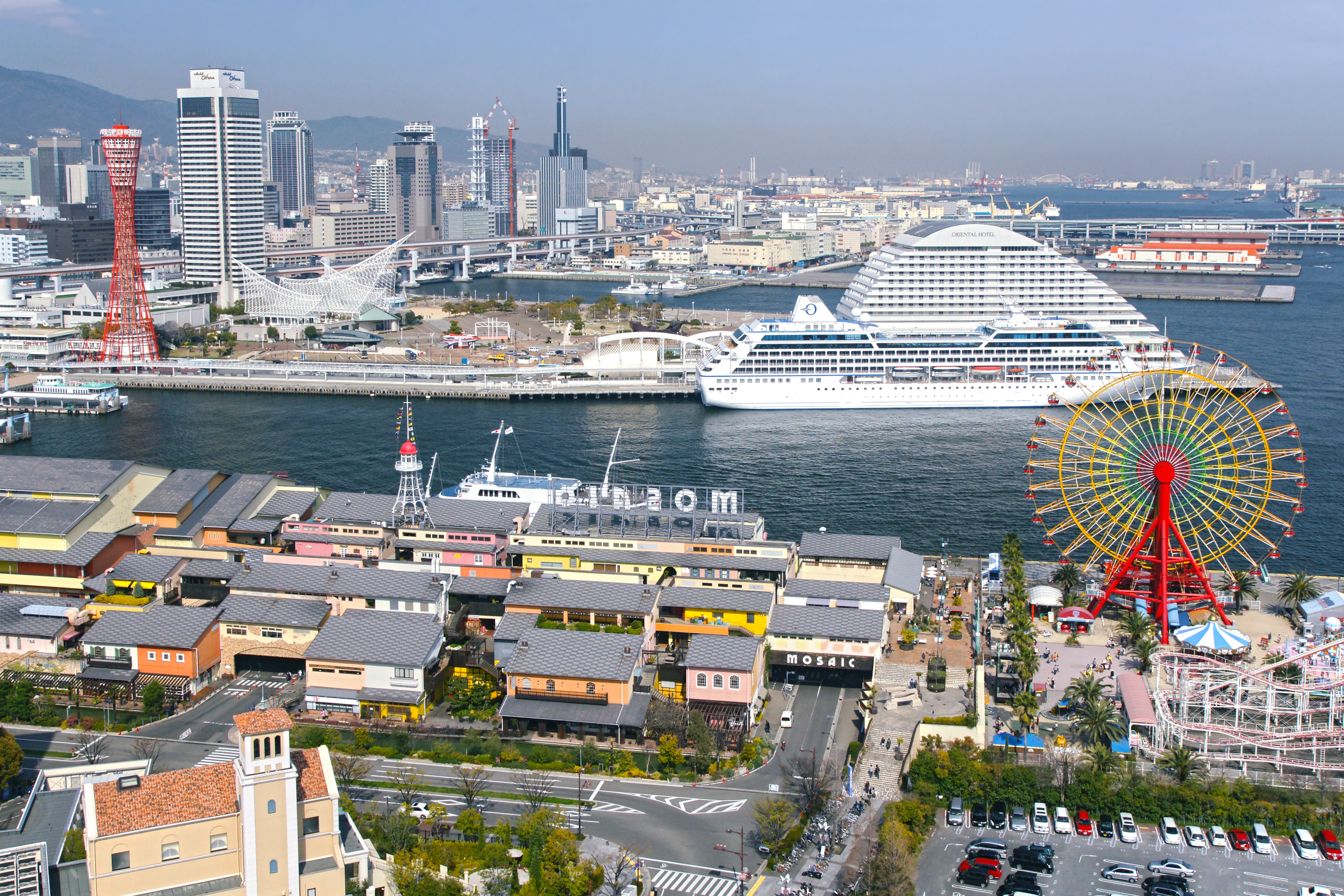
ハーバーランドと対岸のメリケンパーク

対岸のメリケンパーク側に神戸ポートタワーや神戸海洋博物館といった観光施設が揃うのに対し、ハーバーランド側には神戸モザイクなどの複合商業施設が林立し、顧客の獲得競争が日々繰り広げられている。これらは主にハーバーランド全体の東側に集中しており、住宅街は当初は西側が中心となっていた（神戸市内の他の郊外型ニュータウンと同様の構成）。
街開きした1992年に神戸西武や神戸阪急の百貨店2店と大手百貨店髙島屋が大阪ガスと共同で開発・運営するファッションビルのオーガスタプラザ、地元神戸を創業の地とする大手スーパーダイエーや当時大手家電量販店の一つだった星電社、阪急百貨店などが共同で出資して開発したオープンエアの複合商業施設神戸モザイクなど、地元関西資本を中心とした大型店がほぼ一斉に開業して、一気に店舗総面積は約120,000m2の大規模な商業集積が誕生し、横浜市のウォーターフロント開発地区である東のみなとみらい21と共に、西の「ハーバーランド」と呼ばれて注目を集めた。
街全体で約5,000台の駐車場があるため、家族連れが車で来やすい関係で都心部としては子育て中の家族が多く、大きなブロックごとに整然と整備されているため、都心にありながら郊外的な雰囲気も持つ街となっている。

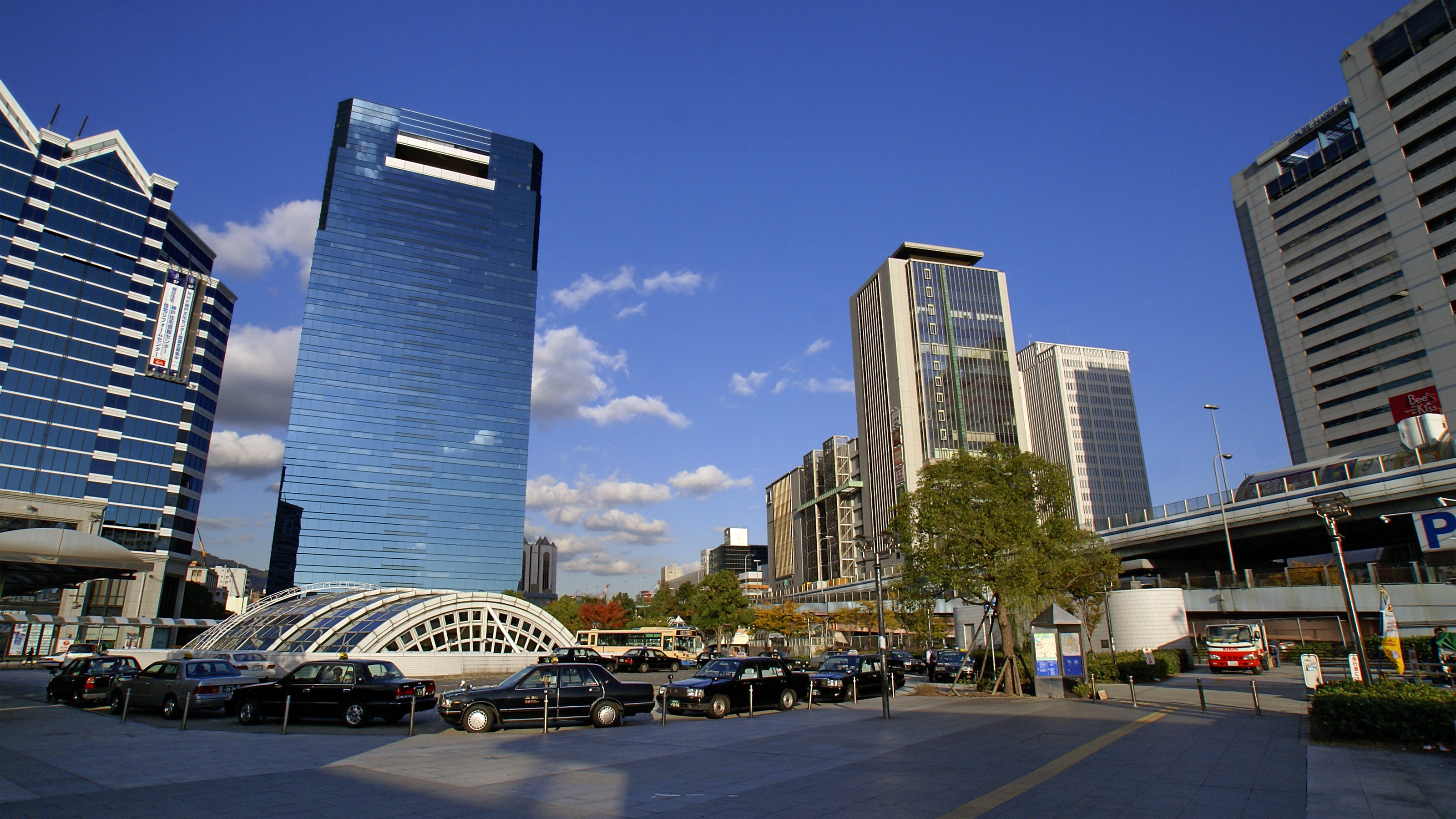
神戸駅南口から望むハーバーランドのビル群

また、商業施設とオフィスや住宅などが混在する複合都市としての新都心として開発したため、川崎重工業本社や兵庫県神戸ハーバーランド庁舎などの入る神戸クリスタルタワーの他、プロメナ神戸（開業時はオーガスタプラザ）に併設された大阪ガスの神戸地区のオフィスなどが入る神戸ガスビル、ホテルクラウンパレス神戸（開業時はホテルニューオータニ神戸ハーバーランド）やファミリオ（開業時は神戸西武）に併設された神戸ハーバーランドセンタービル、Ha・Reやキャナルガーデンなどが併設された神戸ハーバーランドダイヤニッセイビル、神戸新聞社とその関連企業などの入居する神戸情報文化ビルなどのオフィスビルも数多くある。
兵庫県神戸ハーバーランド庁舎や兵庫県立神戸生活創造センターなどの兵庫県の施設や、神戸市産業振興センターや神戸市総合児童センター（こべっこランド）などの神戸市の施設など公共施設も多数設置されている。

## 問題点
神戸駅や元町駅など、周辺の最寄り駅や三宮からの歩行者の通り道が阪神高速3号神戸線や国道2号（浜手バイパスを含む）で分断されているため、神戸駅からの場合、地下街のデュオ神戸を通るか、遠回りして2階デッキを渡らなければならず、主要駅や繁華街と物理的には近い抜群の立地に見えながらも、買い物客に「立ち寄りにくさ」を感じさせて足を延ばしてもらい難い施設構造となっていて、集客力が弱くなっている。
建設された施設は大型の商業施設ばかりのため、各店舗が商業施設内の通路に面して配置されたため街路に向かって並んでおらず、新設された街路があるにもかかわらず人が歩かず、ハーバーランドの街全体へ人が流れないという問題点もある。
日々の買い物客より見学や観光客が多いといわれる地区の特性による売り上げにつながる集客力の弱さなども、商業施設の運営を困難にしている。
さらに、大規模な再開発で出店に資金力を要したため、他地区にも展開している大型店が集積する形となり、当地区ならではのオリジナル商品やサービス・ブランド力に欠ける面も持っていた。

## 商業施設などの変遷

### 阪神・淡路大震災後の繁栄から来客の減少へ
1995年（平成7年）1月17日に発生した阪神・淡路大震災の被害が神戸最大の商業中心地である三宮よりも少なかったため、震災のダイエーの現地対策本部が当店に置かれ、震災翌日の1月18日からダイエーが店の一部を営業再開したり、約2ヶ月後に神戸阪急が営業再開するなど、他の地区よりいち早く復興したため、その直後は集客力がアップして売上が伸び、1997年（平成9年）度には来街者数約3,600万人で売上高が900億円を超えた。
その後は三宮や元町の復興に加えて郊外のショッピングセンターに押されて来街者数は減少に転じ、2001年（平成13年）度は約3460万人、2003年（平成15年）度は約3,000万人へと減少した。

### 相次ぐ大型店の撤退や運営体制の変更
前述の様な欠点による集客力の不足から、1994年（平成6年）12月に神戸西武が業績不振を理由に早くも撤退した。その店舗跡に1996年（平成8年）4月に神戸出身の南部靖幸が率いるパソナが神戸ハーバー・サーカスを開業したものの、やはり業績が低迷して2002年（平成14年）6月にオメガ・プロジェクトの経営参画を仰いだものの同社の構想が具体化せず、2003年（平成15年）8月17日にソフマップが近くのダイエーハーバーランド店5階に移転するため閉店するなどテナントの流出が続いた事から、2004年（平成16年）3月末に経営不振で撤退した。
そのため、当時ビルを所有していた住友生命保険がその店舗跡を約30億円かけて改装し、商業施設のコンサルタント業者のジオ・アカマツの運営で12月3日にビーズキスとして開業したものの、2007年（平成19年）11月25日に神戸スイーツハーバーが3年間の契約期限が来た事を理由に閉店し、2008年（平成20年）1月にトイザらスも閉店するなど有力なテナントの撤退が相次いだため、同年3月にはテナント数が約30店まで減少した。
そこで、新たに運営を受託した日本管財は従来失敗してきた若者向けから固定客らが見込める家族向けに改装する事とし、2008年（平成20年）4月25日に、地下1階に飲食店が集まるだけでなく絵本コーナーや遊具などを備えた北欧デザインのテーブルやイスが並ぶ462席のユニークなフードコートプレイを開業させ、全体の店名をファミリオに変更して新装開店させたが、2011年（平成23年）1月31日にファミリオの衣料品などのテナント14店が一斉に閉店して大半のテナントが撤退したため、1階と地下1階の飲食店やコンビニなどの4店舗のみとなって、他のフロアは閉鎖される事になった。
その他にも、2000年（平成12年）7月に星電社が撤退し、同年12月に跡地をコムサストアとして開業し、オーガスタプラザも業績の低迷が続いていたため、ビルを保有していた大阪ガスがモルガン・スタンレーグループに売却して2002年（平成14年）6月7日に所有権が移転し、同時にその運営権も高島屋と大阪ガスの合弁会社からモルガン・スタンレー側に移行したため、同年9月末の賃貸契約期間満了と共に高島屋が出店していたテナントも閉店して、同時に運営会社オーガスタも解散するなど、業績が低迷して撤退や営業主体が変わる大型店が相次いだ。
また、神戸西武や神戸阪急といった百貨店やダイエー以外の商業施設は専門店のテナントを集めた専門店ビルの形式のため、店舗の入れ替わりも多く生じている。
2005年（平成17年）11月30日にダイエーが撤退した事により、開業当初から当地区で営業し続けている大型商業施設は神戸阪急とそのグループ企業が運営する神戸モザイクのみになるなど、周辺店舗が入れ替わって、店舗周辺の客層が大きく変化していった。

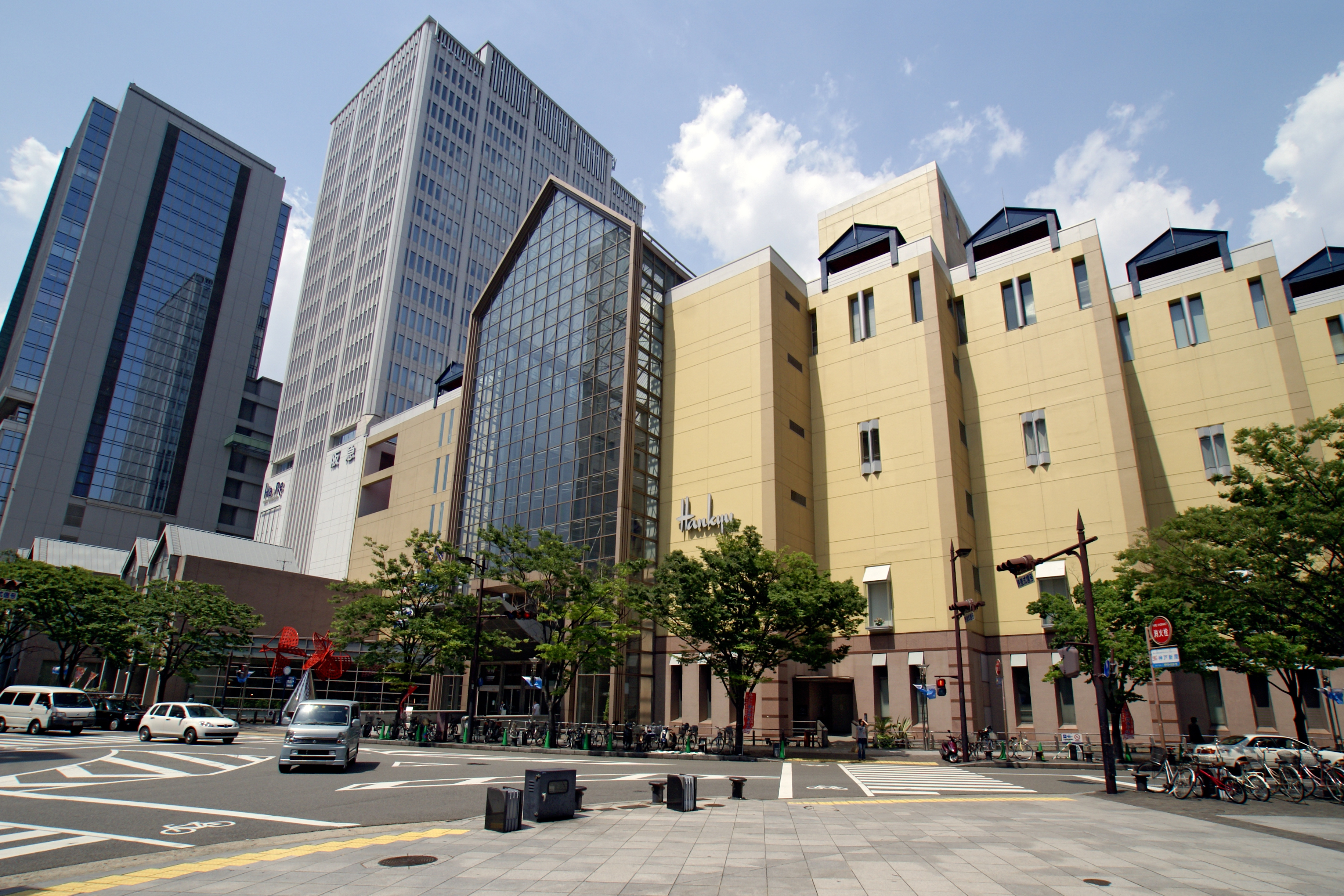
神戸阪急

街開きした当時から残る最後の大型店であった神戸阪急は、周囲の施設のテナントの変化などによる客層の環境変化に対応しようとして2004年（平成16年）にベビー用品のアカチャンホンポを誘致したり、ダイエーの撤退を受けて2006年（平成18年）3月のグループのスーパーマーケットの阪急オアシスの導入や2006年3月期に子供関連売場のエンターテインメント性強化などてこ入れを行ったが、阪神・淡路大震災前後の1995年3月期と1996年（平成8年）3月期の2年間だけは黒字となり、同年3月期には売上高約259億円を上げたものの、他の18年間は赤字が続いていた。
こうした業績低迷の慢性化もあり、神戸阪急は百貨店業態での営業継続は困難として、2012年（平成24年）9月末の賃借契約が切れる前の同年3月11日に閉店した。
神戸阪急の閉店に伴い、阪急百貨店を運営する阪急阪神百貨店の親会社であるエイチ・ツー・オー リテイリングは神戸阪急に隣接して営業している神戸モザイクの運営会社タクトの株式40%すべてを大家である三菱倉庫に譲渡して経営権も移行し、当地区から完全に撤退した。2014年に同社グループ入りしたイズミヤも、2016年7月にUmie NORTH MALL内のハーバーランド店を閉店した。一方、阪急阪神百貨店はハーバーランド進出後に一度撤退した三宮地区に再進出し、2019年にはそごう神戸店を継承してこちらを神戸阪急として営業することになった。
このエイチ・ツー・オー リテイリングの撤退により、当地区の主要な商業施設はすべて経営母体が開業時と異なる事になった。現在の主要な商業施設は、オーガスタプラザの跡で営業するプロメナ神戸、ダイエーの跡で営業するUmie、街開きした当時からほぼ同形態で存続してきたUmie MOSAICとなっている。

### 新たな体制による商業以外の機能導入を含む再開発へ
神戸モザイクの南西に隣接するハーバーランド5街区は、1897年（明治30年）に建設されて、神戸ハーバーランドの開業時に三菱倉庫が神戸市に寄付した2007年（平成19年）に神戸市の「景観形成重要建築物」に指定された赤れんが倉庫があるため、その保存を条件に一括開発する方向で開発事業者を募集したが、商業地としてのハーバーランドの地位低下を背景に、一体開発は実現しなかった。
そのため、2007年10月に日本郵船の所有地が同じ三菱グループの三菱地所に分譲マンション建設用地として売却され、2009年（平成21年）3月には大京が都市再生機構が保有する土地を約19億円で落札して当地区初の民間マンションが建設されるなど、住宅機能が商業施設中心のエリアでも導入される様になり始めた。
プロメナ神戸は、2009年1月から新栄不動産ビジネスへ運営管理の委託先が変更され、2010年（平成22年）7月23日には上層階を改装して最上階の18階で足湯につかりながら神戸の景色を眺めながら楽しめる大型温浴施設神戸ハーバーランド温泉 万葉倶楽部を開業した。
神戸ハーバーランドセンタービルは2009年にリーマン・ショック後の不況の影響で所有していたパシフィックホールディングスが倒産したため、クッシュマン・アンド・ウェイクフィールドが運営を続けながら売却交渉が進められ、倒産したホテルや旅館を買収して再生する手法で成長したホテルマネージメントインターナショナルグループが約50億円で商業棟やオフィス棟を含む当ビルを取得した事を2011年10月3日に同社が正式に発表し、2012年7月26日にホテルクラウンパレス神戸が開業した。
なお、同ビルの商業棟は中国やタイなどアジアの観光客を主な対象にした飲食店や雑貨店など約80店舗で構成される新たな商業施設に改装して2012年4月に営業を始める予定と報道されていたが、同年3月にホテルの開業延期を発表した時点では商業棟とオフィス棟の改装内容は未定に変わっており、2013年1月時点でも未着手である。なお、低層階の一部は、2011年10～11月に開催された神戸ビエンナーレ2011のメイン会場として、そして2012年1月21日～2013年1月14日の間はNHK大河ドラマ「平清盛」関連の展示がなされた「KOBE de 清盛 2012ドラマ館」として活用された。
また、神戸阪急跡の商業施設運営を不動産所有者の三菱倉庫などがイオンモールに委託することになった。さらに三菱倉庫が一部を保有して同店跡と連絡通路で接続しているHa・Reや神戸モザイクも両社が共同で一体的に運営することになり、2012年11月20日に全体の新名称が「umie（ウミエ）」と発表された。。2013年4月18日にオープンした。
そして、1995年12月に阪神・淡路大震災からの復興のシンボルとして三菱倉庫が神戸モザイクの南側に開業した入場料無料の街角遊園地モザイクガーデンも老朽化などで来園者数が減少したとして、2012年3月15日にミニコースター、同年5月6日にメリーゴーラウンドやお化け屋敷などの施設の営業を終了し、観覧車のみ営業を継続する事になり、跡地にはumieに合わせて再開発を行い、2013年4月19日、アニメキャラクターのアンパンマンのテーマパークと商業施設からなる神戸アンパンマンこどもミュージアム&モールが開業した。

## 主な施設
- 高浜旅客ターミナル（高浜岸壁）
  - 神戸コンチェルト（レストラン船）
  - ハーバーウォーク
  - 旧神戸港信号所
  - 煉瓦倉庫レストラン街

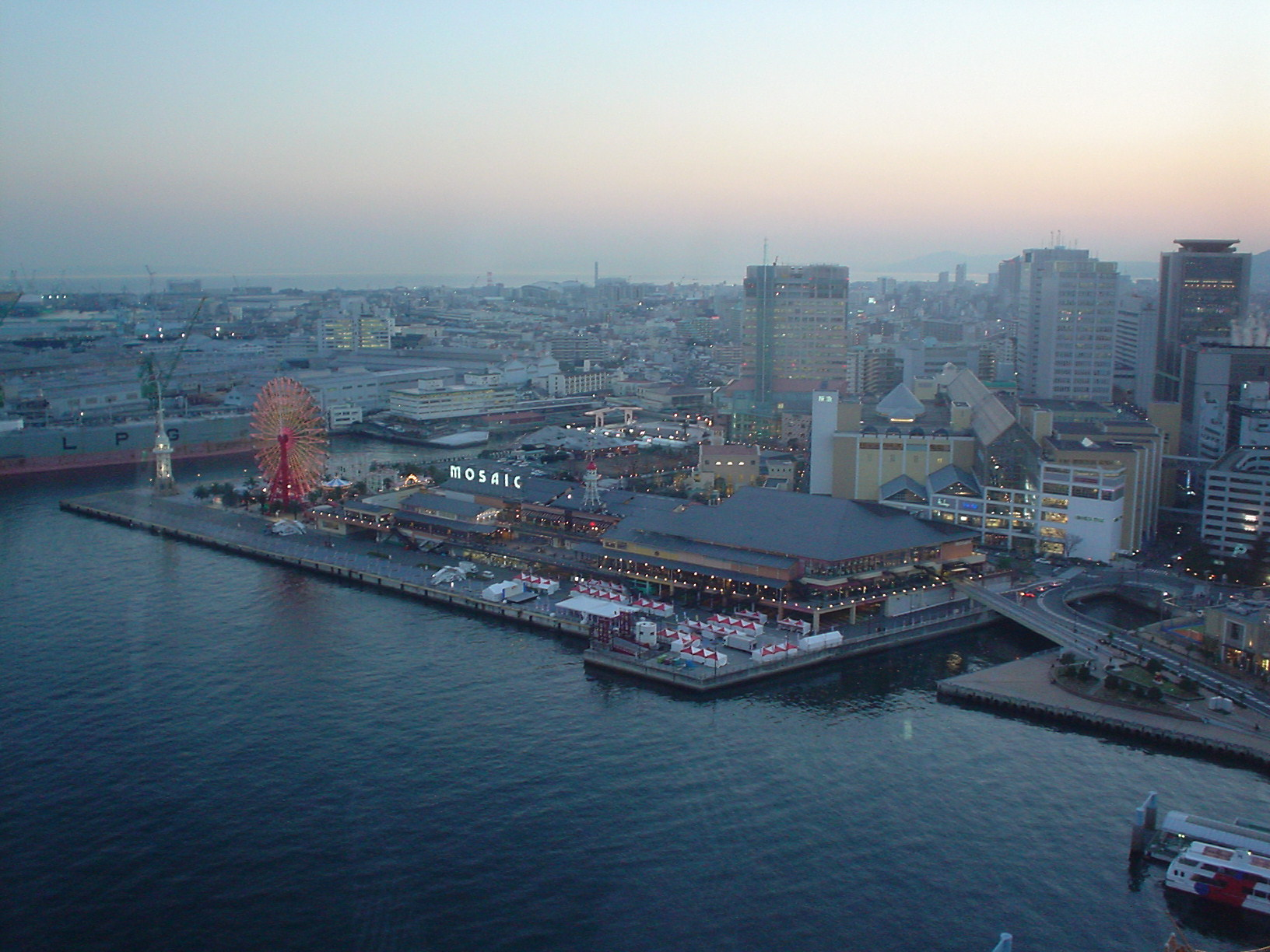
神戸ポートタワーから望むハーバーランド

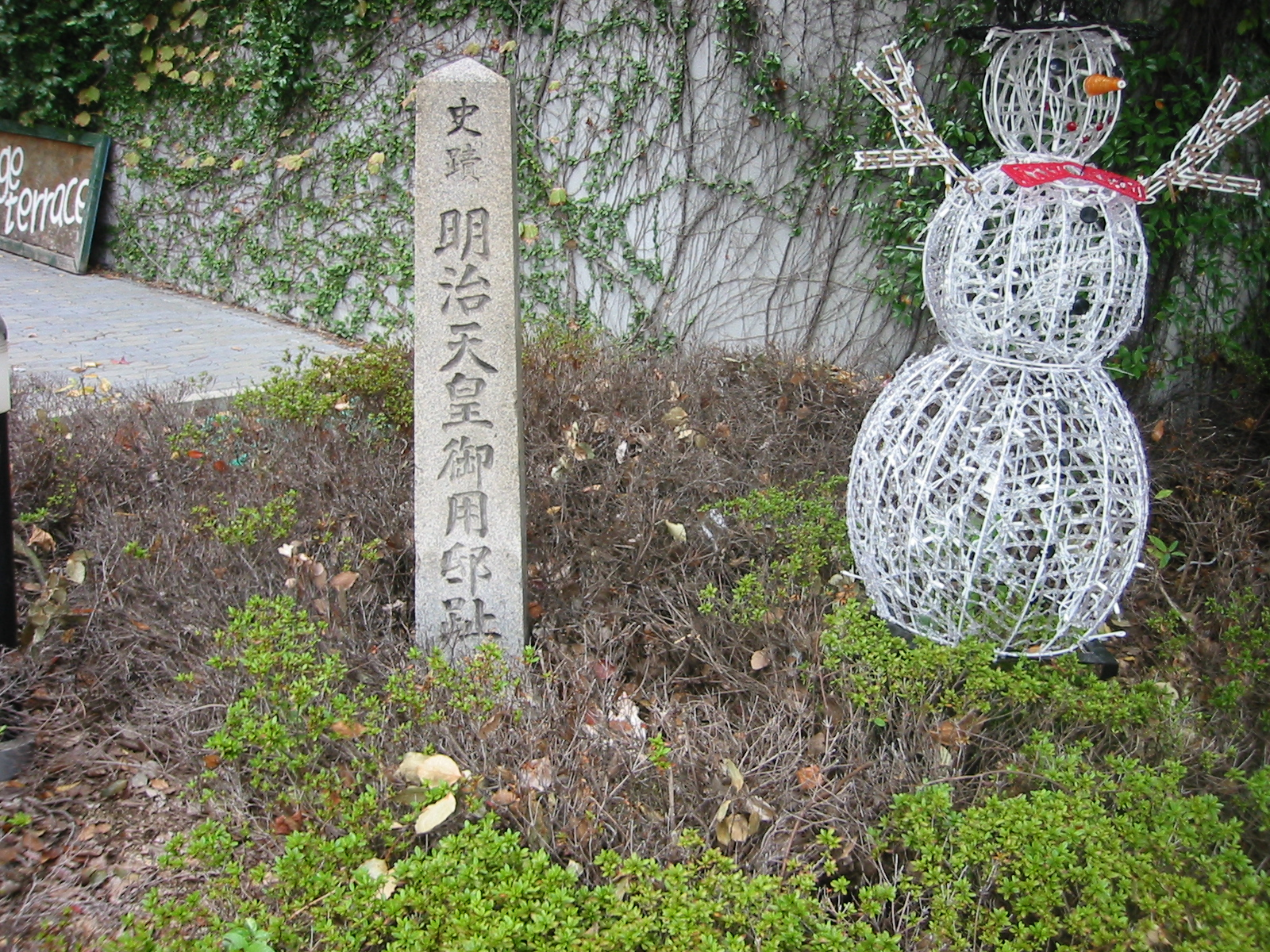
明治天皇御用邸趾
（1886年に現在のダイヤパークビル南東の位置に明治天皇の御用邸が存在した）

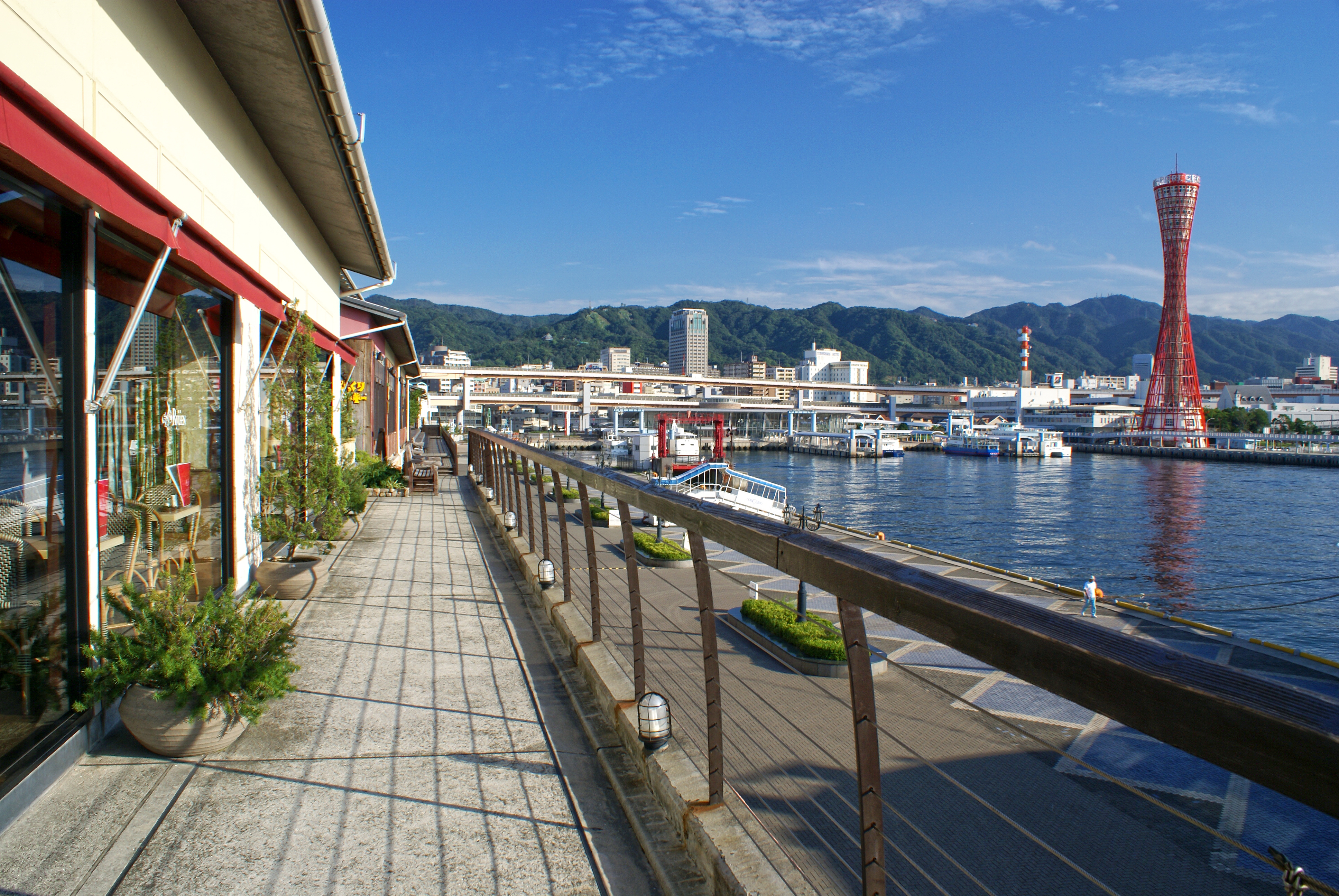
神戸モザイクからポートタワー・六甲山方面を望む

- ホテル ラ・スイート神戸ハーバーランド - 2008年に開業したラグジュアリーホテル。
- umie MOSAIC（高浜モザイク）
  - 海の広場 - 神戸モザイク内にある広場で、クリスマスシーズンにはクリスマスツリーが飾られる[54]。
  - 神戸アンパンマンこどもミュージアム&モール
  - 神戸デザートファクトリー
- 神戸ハーバーランドダイヤニッセイビル
  - umie
  - OSシネマズハーバーランド - 2012年以前は阪急百貨店・阪急電鉄との共同出資で「シネモザイク」を神戸モザイク内で運営していた。
- 神戸ハーバーランドセンタービル（ハーバーセンター）
- プロメナ神戸（旧『オーガスタプラザ』）
- 神戸情報文化ビル（カルメニ）
  - 神戸新聞社
    - 神戸新聞松方ホール - 神戸新聞会館（現在のミント神戸の先代ビル）が阪神・淡路大震災により全壊したため、1995年2月から1996年8月までハーバーランドダイヤニッセイビル（現在のHa・Reに相当）に入居していた[55]が、当ビルの完成に伴い移転した。
    - デイリースポーツ 神戸本社 - 神戸と東京で発行されているデイリースポーツの総本部。

  - ラジオ関西
- 神戸クリスタルタワー
  - 川崎重工業 本社
  - 兵庫県 神戸ハーバーランド庁舎[12]
    - 神戸生活創造センター（消費生活センター） - 県民ギャラリーなどを含む兵庫県立の複合施設[14]。

  - 厚生労働省 兵庫労働局
- 神戸市総合児童センター（こべっこランド）[16]
- 神戸市産業振興センター[15] - 起業を目指す人々を支援する「SOHOプラザ創業準備オフィス」や、研究開発型の創業間もない中小企業や新分野開拓を目指す企業を対象とした企業育成室などもある[56]。
- デュオこうべ
- ハウジングデザインセンター神戸
- ハーバーランド フットサル スタジアム - 1999年（平成11年）7月にオープンした3面のコートがある照明付きのフットサル専用の競技場[57]。
- パルティーレ神戸ウエディングビレッジ
- はねっこ広場 - 広場の入り江の船泊まりに1990年（平成2年）に[58]長さ19m、幅3mの鉄製で中央で分割されていてモーターの力で根元からそれぞれ約75度はね上がる「はねっこ」の愛称で知られる可動橋が架けられた[59]事から、この名称で呼ばれている。海沿いにあるため、花火大会などの会場としても用いられる[60]。
- コーナン - 元々のハーバーランドエリアではなく、隣接する中突堤西側地区の海運倉庫跡に2001年（平成13年）9月に開業したホームセンター[57]。
- 神戸駅前JUSTスクエア - サンテレビジョンの社屋（1 - 4階）とホテルジュラク神戸（1・5 - 12階）との複合ビル[61]

## 写真集

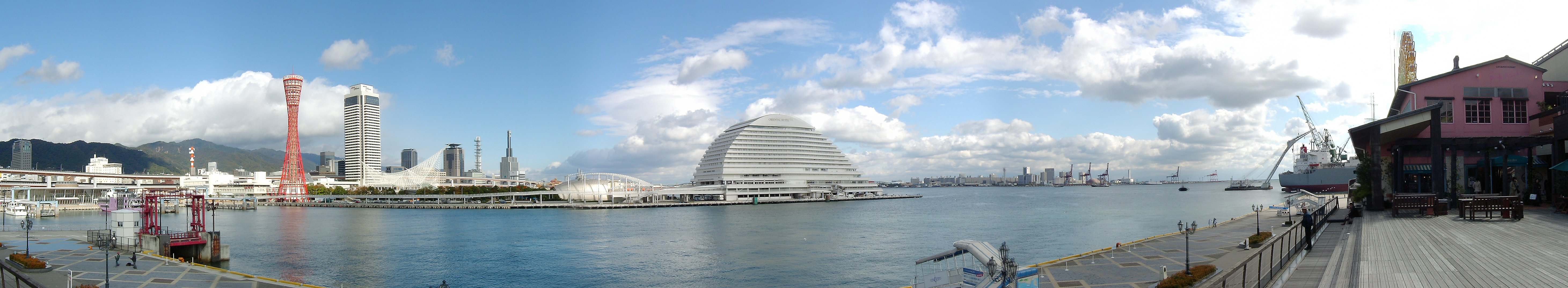
ハーバーランドの神戸モザイクから中突堤・メリケンパークを望む

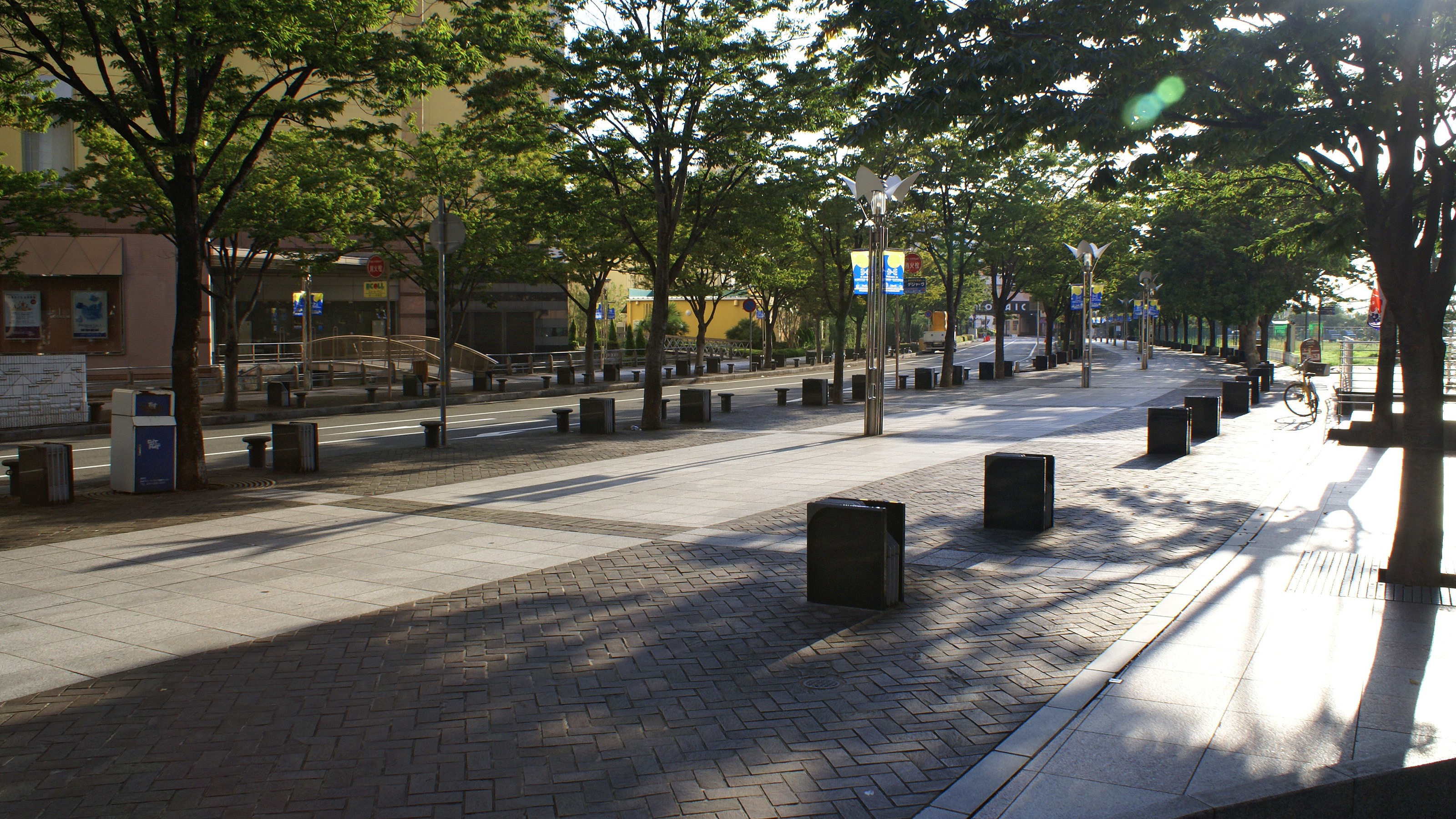
ガス灯通り
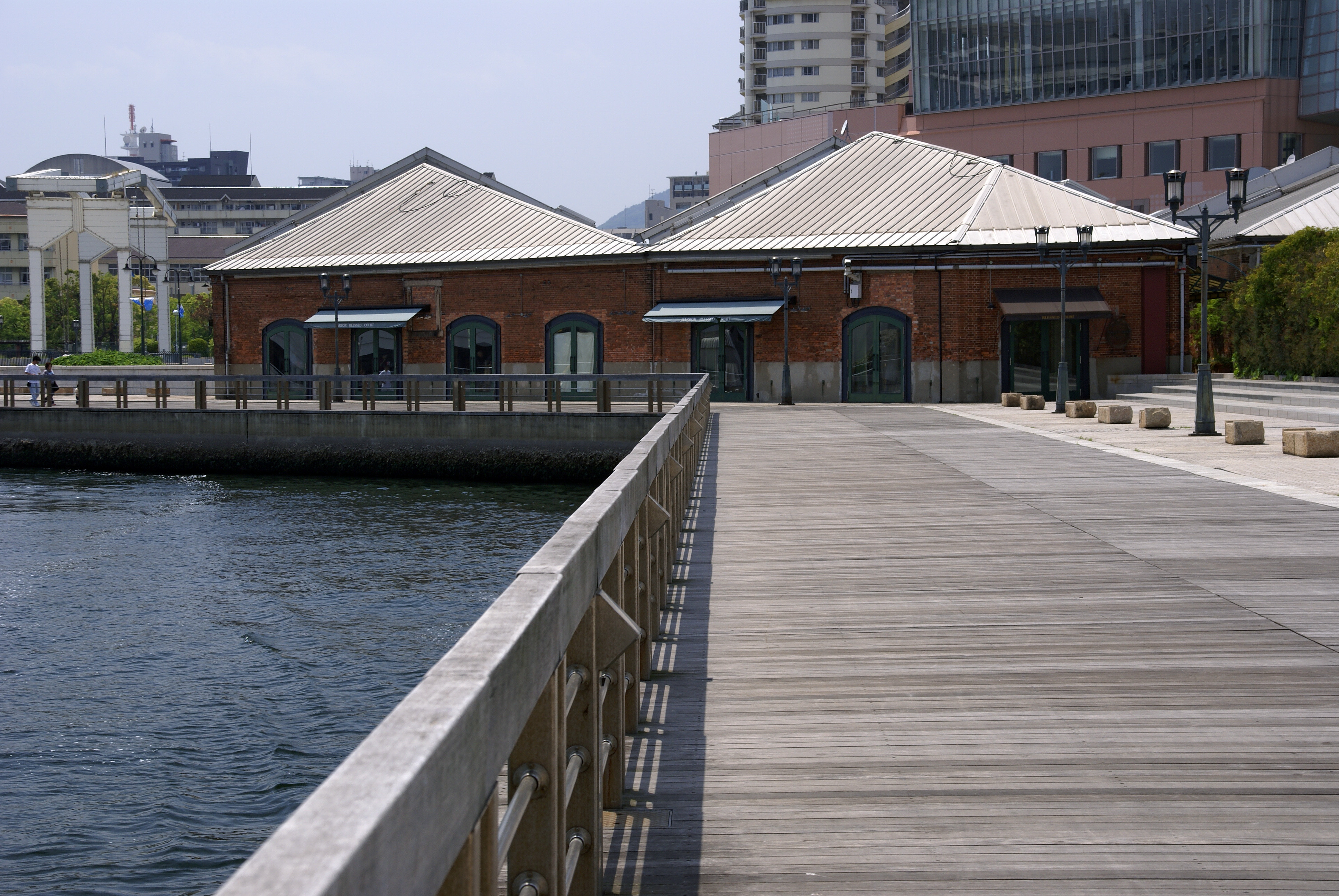
ハーバーウォークと煉瓦倉庫レストラン

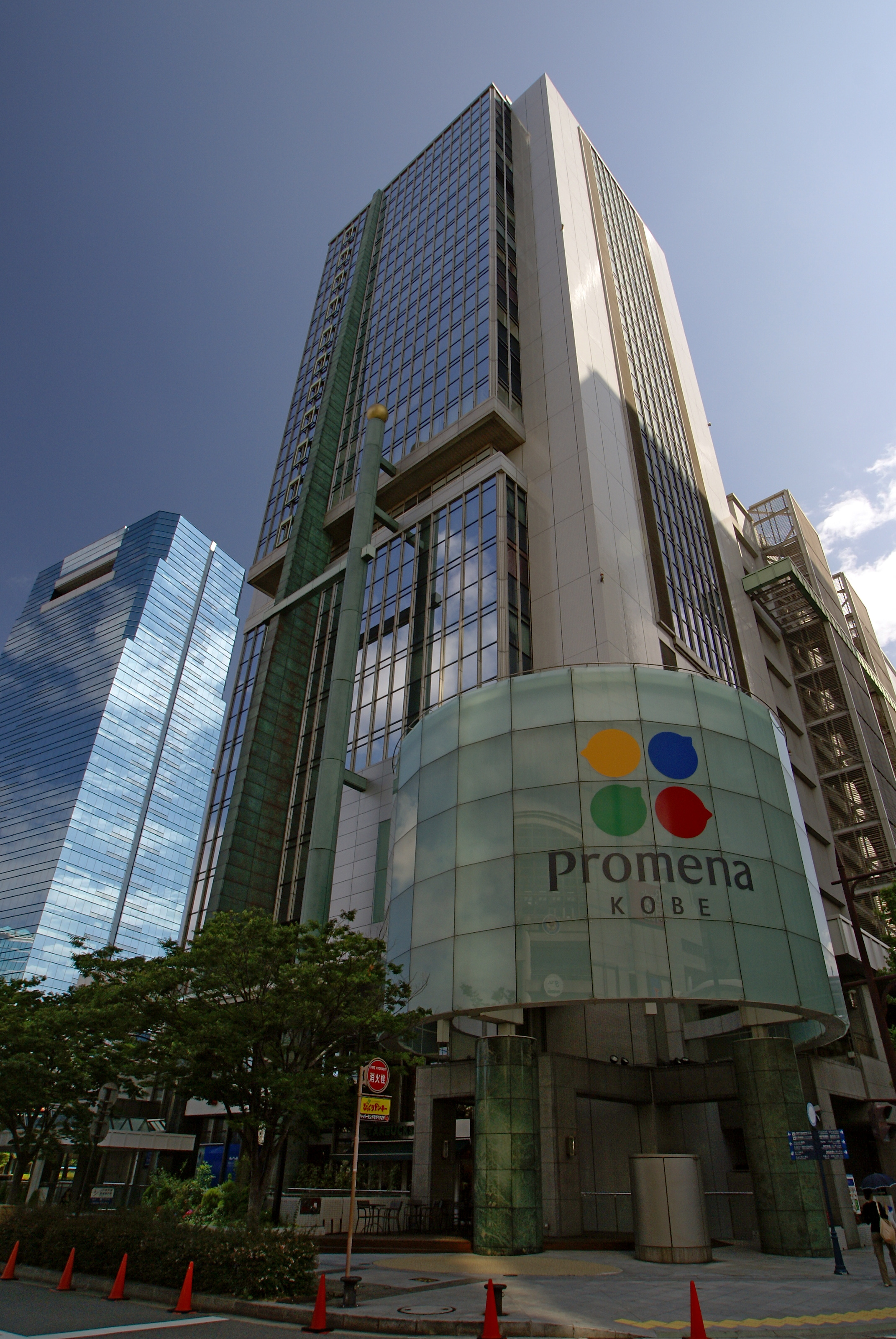
プロメナ神戸
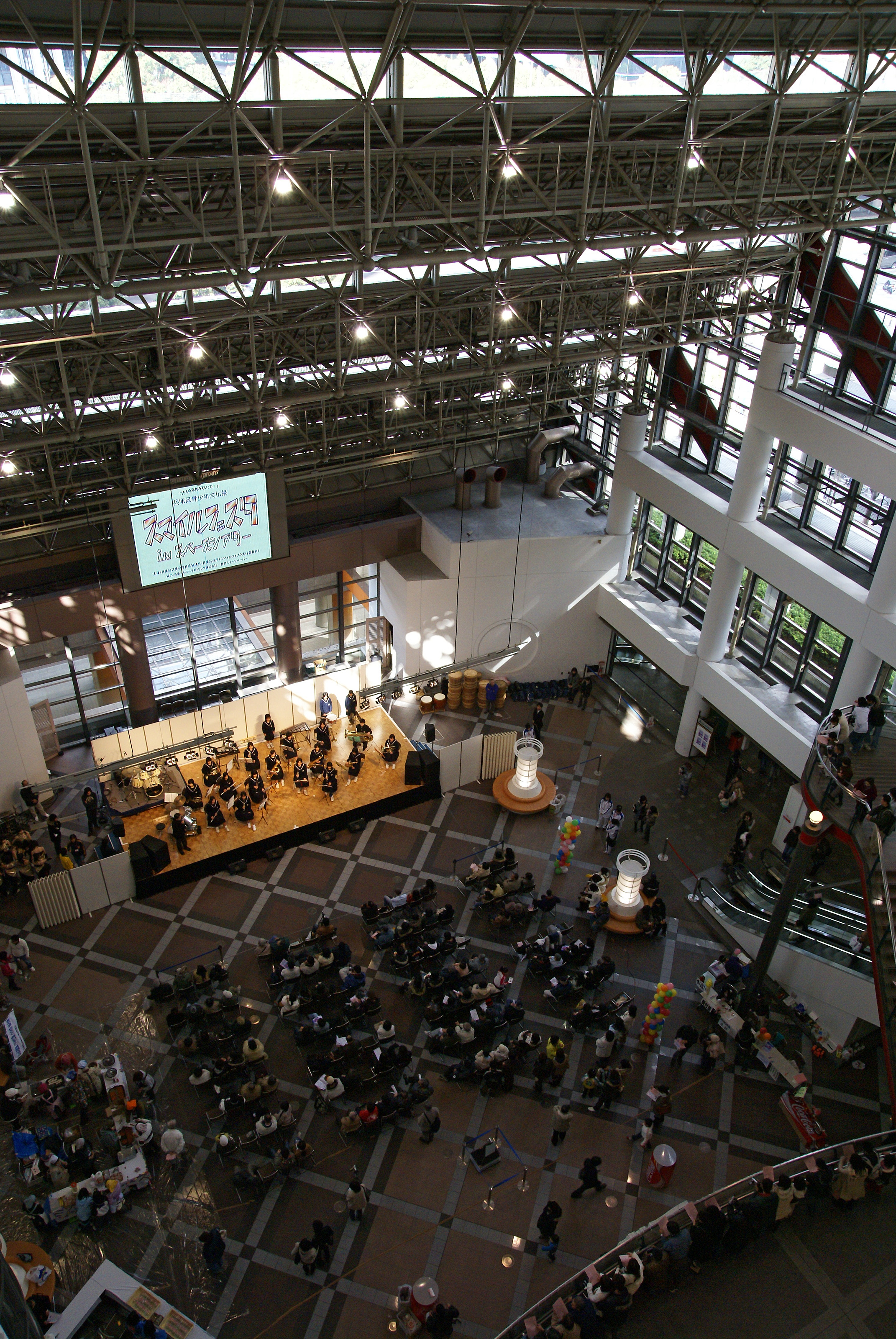
スペースシアター
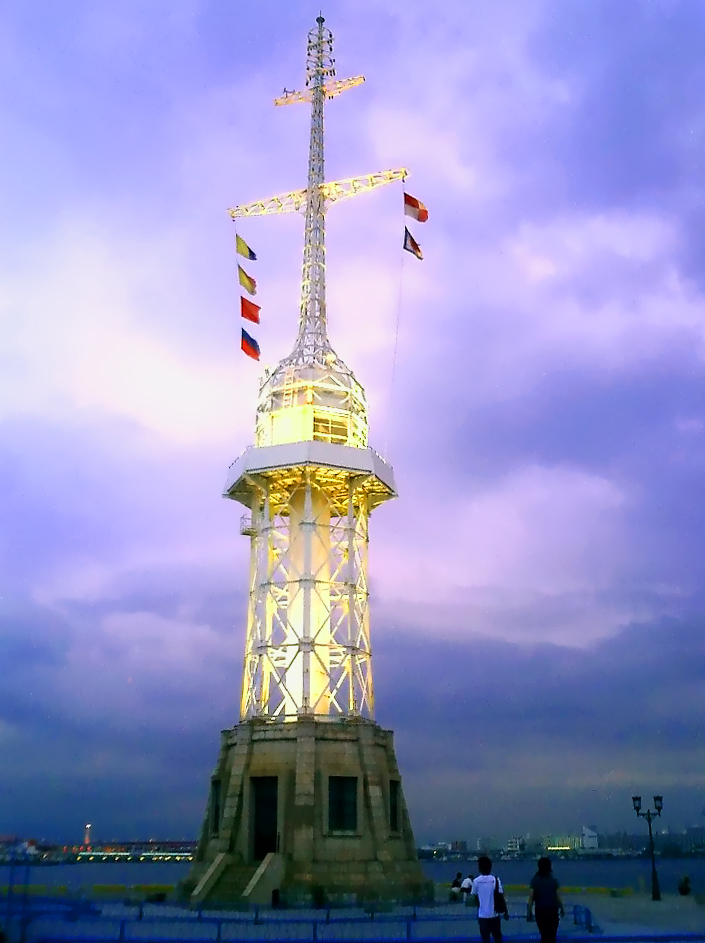
旧神戸港信号所
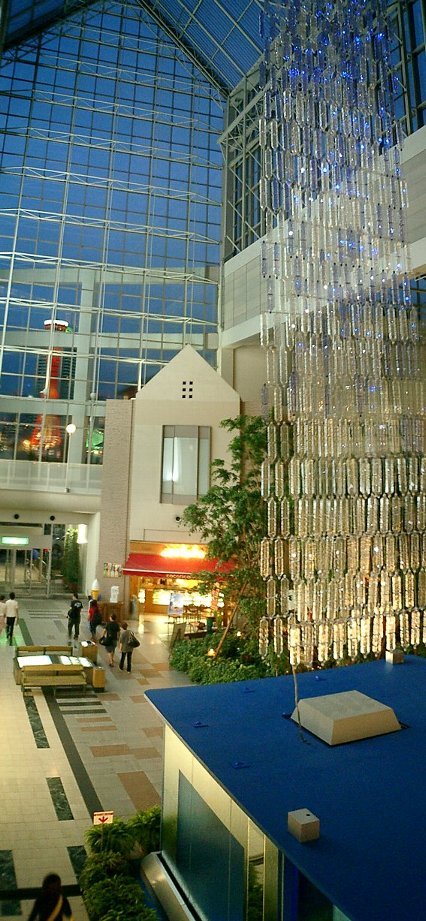
キャナルガーデン
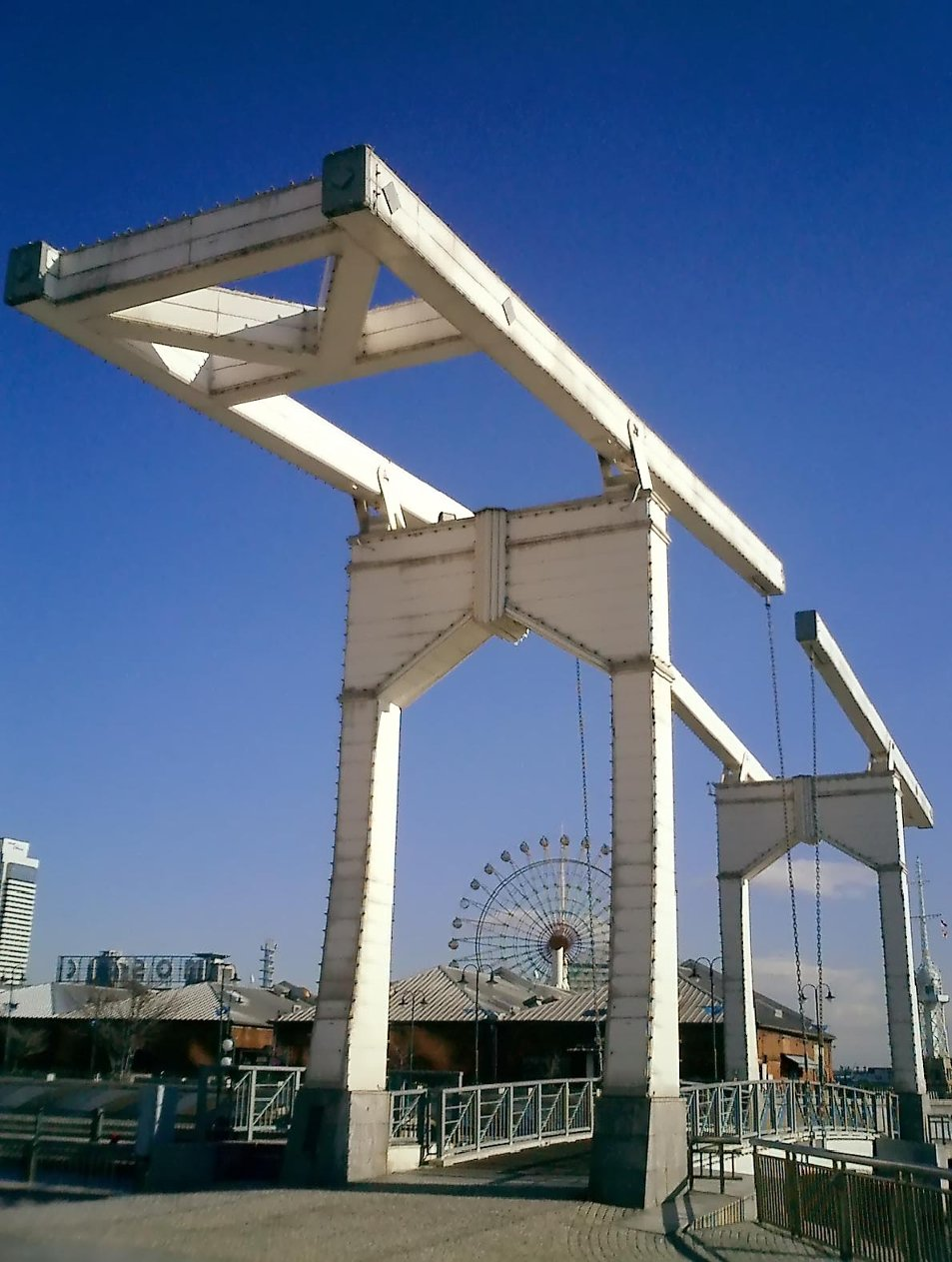
はねっこ橋

## 過去に存在していた施設
- 神戸阪急 - 2012年撤退後、2019年10月にそごう神戸店の屋号を変更して三宮で「神戸阪急」が営業している[62]。
- 神戸西武
- 神戸ハーバーサーカス
- ニューオータニ神戸ハーバーランド
- ダイエー ハーバーランドシティ（→ハーバーランド店）
- 星電社 ハーバーランド店
- オーガスタプラザ - 高島屋を中心とした商業施設で、現在の『プロメナ神戸』の先代。大阪ガスの子会社『アーバネックス』が運営していたが、2002年9月にモルガン・スタンレーに売却、2004年11月に『プロメナ神戸』へ改称した。なお、付随するオフィスビル（神戸ガスビル）には現在も大阪ガスが入居している。
- NHK 神戸放送局 - 阪神・淡路大震災の被災直後、一時的にハウジングデザインセンター神戸内に移転していたが、トアロード沿いの旧局舎跡地に新局舎が再建されたため、2005年1月17日に再移転された。

## 交通アクセス
- 鉄道（各駅からデュオこうべを南（海側）に歩いて数分）
  - JR神戸線 - 神戸駅
  - 神戸市営地下鉄海岸線 - ハーバーランド駅
  - 神戸高速線（阪急・阪神） - 高速神戸駅、西元町駅
- バス
  - 神姫バス シティループ 元町・三宮・北野異人館方面（Umie北側）
  - 神姫バス ポートループ(連節バス) メリケンパーク・新港町・三宮・新神戸駅方面（アンパンマンミュージアム西側）
  - 神姫バス 新港町・ポートアイランド方面（アンパンマンミュージアム西側・平日のみ）
  - みなと観光バス 22系統 三宮・新神戸・桜森町バスセンター方面（モザイク前）
- 車
  - 大阪方面からは、阪神高速の京橋出口を利用。
  - 淡路、明石、姫路方面からは、阪神高速の柳原出口を利用。

当地区から中突堤・メリケンパークを経て、新港突堤西地区までの区間で都市索道が構想されている。